# Robert Christopher Ndlovu
Robert Christopher Ndlovu (Tshongokwe, Zimbábue, 25 de dezembro de 1955) é um clérigo zimbabuense e arcebispo católico romano de Harare. Bento
Robert Christopher Ndlovu recebeu o sacramento da ordenação pela diocese de Wankie no dia 28 de agosto de 1983, pelo bispo de Hwange, Ignacio Prieto Vega IEME.
Em 9 de fevereiro de 1999, o Papa João Paulo II o nomeou Bispo de Hwange. O bispo emérito de Hwange, Ignacio Prieto Vega IEME, doou-lhe a ordenação episcopal em 9 de maio do mesmo ano; Os co-consagradores foram o Arcebispo de Bulawayo, Pius Alick Mvundla Ncube, e o Pró-Núncio Apostólico no Zimbabué, Arcebispo Peter Paul Prabhu. Em 10 de junho de 2004, João Paulo II o nomeou arcebispo de Harare. A inauguração ocorreu em 21 de agosto do mesmo ano.
De 17 de fevereiro de 2016 a 7 de abril de 2018, Ndlovu também foi Administrador Apostólico de Chinhoyi durante a vacância de Sedis.